# Believe (serie televisiva)
Believe è una serie televisiva statunitense ideata da Alfonso Cuarón e Mark Friedman, prodotta da J.J.Abrams, e trasmessa sul canale NBC nel 2014.
In Italia è stata trasmessa in prima visione assoluta sul canale a pagamento Premium Action.

## Trama
Fin da quando aveva due anni, la piccola Bo ha manifestato dei poteri soprannaturali, come levitazione, telecinesi e predizione del futuro, che non ha mai saputo gestire e capire pienamente. Orfana, Bo viene cresciuta dai True Believers, un gruppo incaricato di proteggerla da malintenzionati che vogliono utilizzare i suoi poteri per i propri fini. Arrivata all'età di dieci anni, i suoi poteri diventano sempre più forti e le minacce sempre più insidiose, così il gruppo decide di affidare Bo a Tate, unico in grado di farle da protettore. Tate è un uomo condannato a morte per un crimine che non ha commesso, una volta evaso di prigione, grazie ai True Believers, Bo e Tate iniziano un viaggio attraverso gli Stati Uniti guardandosi sempre le spalle dalle persone senza scrupoli che vogliono sfruttare i poteri della ragazzina.

## Personaggi e interpreti

### Personaggi principali
- William Tate, Jr., interpretato da Jake McLaughlin
- Bo Adams, interpretata da Johnny Sequoyah
- Janice Channing, interpretata da Jamie Chung
- Dr. Roman Skouras, interpretato da Kyle MacLachlan
- Dr. Milton Winter, interpretato da Delroy Lindo

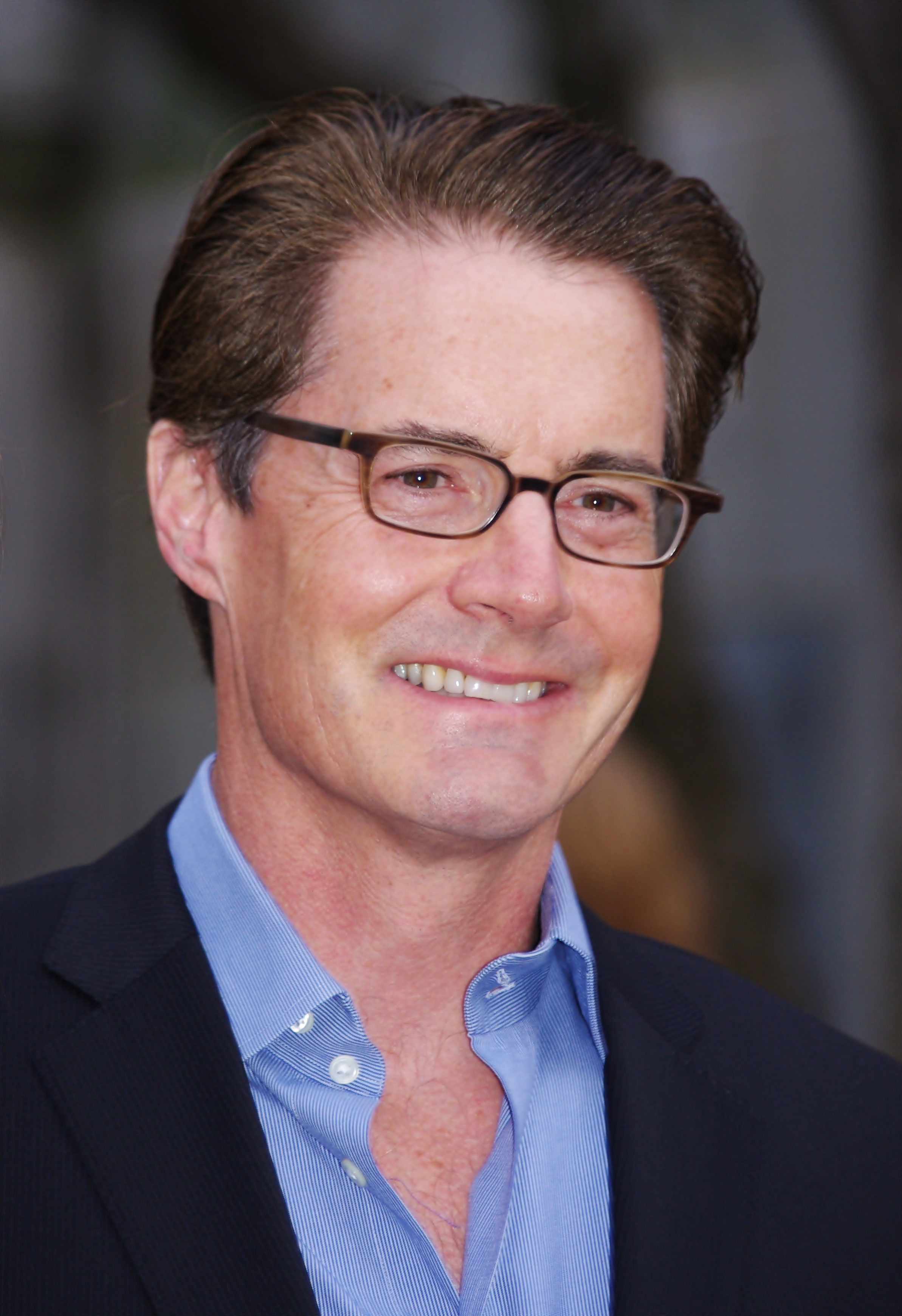
Kyle MacLachlan interpreta Skouras
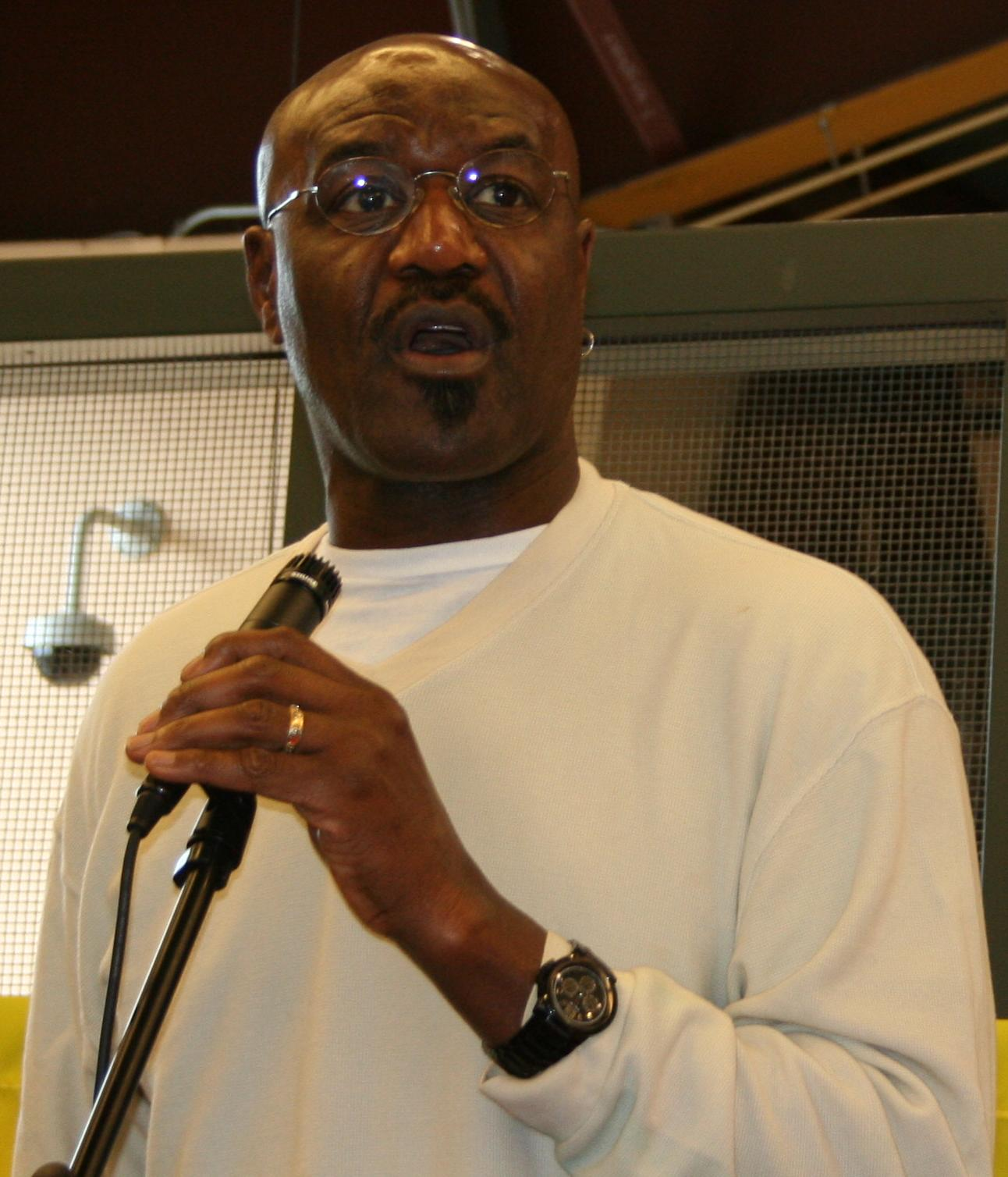
Delroy Lindo interpreta Winter

### Personaggi secondari
- Corey, interpretato da Arian Moayed

## Episodi
| Stagione       | Episodi | Prima TV originale | Prima TV Italia |
| -------------- | ------- | ------------------ | --------------- |
| Prima stagione | 13      | 2014               | 2014-2016       |

## Produzione
Il 9 maggio 2013 è stata confermata la produzione di una prima stagione completa della serie, la cui messa in onda viene programmata in midseason a partire da febbraio 2014. Il 9 maggio seguente lo show viene cancellato dopo la sola stagione realizzata.